# Triple Crown Records
Triple Crown Records es un sello discográfico independiente con base en Nueva York. Pertenece a East West Records, dentro del conglomerado que forma Warner Music Group.
Alcanzó un éxito importante gracias a Deja Entendu, segundo álbum de la banda neoyorkina de rock alternativo Brand New, que es, hasta el momento, su banda más notable hasta que firmaron por Interscope en 2004. Actualmente tiene en su filas a bandas como Folly, The Receiving End of Sirens, The Dear Hunter, y As Tall as Lions, bandas estadounidenses de rock alternativo que van desde el hardcore punk hasta el indie.

## Catálogo de bandas

### Actualmente
- Anterrabae
- As Tall as Lions
- Death Threat
- Folly
- Hit the Lights
- Kevin Devine
- Lux Courageous
- Outsmarting Simon
- Small Towns Burn A Little Slower
- The Dear Hunter
- The Receiving End of Sirens
- The Secret Handshake
- Check

### En el pasado
- 25 Ta Life
- Brand New
- Hot Rod Circuit
- King Django
- Northstar
- Orange Island
- Safety In Numbers
- Sabrina & The Boys
- Scraps & Heart Attacks
- Step Lively
- Shockwave
- Where Fear and Weapons Meet